# Врановци (Врапчиште)
Врановци (мкд. Врановци) су насеље у Северној Македонији, у северозападном делу државе. Врановци припадају општини Врапчиште.

## Географија
Насеље Врановци је смештено у северозападном делу Северне Македоније. Од најближег већег града, Гостивара 6 km северно.
Врановци се налазе у горњем делу историјске области Полог. Насеље је положено на западном ободу Полошког поља. Источно од насеља пружа се поље, а западно се издиже Шар-планина. Надморска висина насеља је приближно 770 метара.
Клима у насељу је планинска због знатне надморске висине.

## Становништво
Врановци су према последњем попису из 2002. године имали 480 становника.
Претежно становништво у насељу су Албанци (99%).
Већинска вероисповест је ислам.